# Euphorbia pannonica
Euphorbia pannonica là một loài thực vật có hoa trong họ Đại kích. Loài này được Host mô tả khoa học đầu tiên năm 1831.